# Barbara Davatz

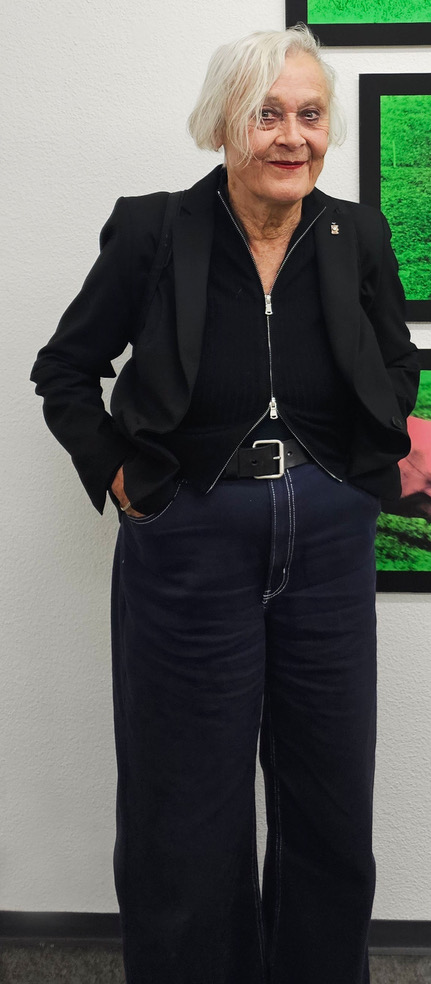
Barbara Davatz vor ihrer Arbeit im Kunstmuseum Olten (2024)

Barbara Davatz (* 27. April 1944 in Zürich) ist eine Schweizer Fotografin mit dem Schwerpunkt Porträt- und Reportagefotografie. Sie lebt und arbeitet in Steg im Tösstal Kanton Zürich.

## Leben und Werk
Barbara Davatz besuchte 1964 den Vorkurs an der Schule für Gestaltung Basel, danach absolvierte sie erfolgreich die Fachklasse für Fotografie an der Schule für Gestaltung Zürich. Sie ist als freiberufliche Fotografin für Zeitschriften und in der Werbung tätig. In vielen Auftrags- und freien Arbeiten beschäftigt sie sich mit konzeptioneller Fotografie in den Genres der Porträt- und Landschaftsfotografie.
Seit ihrer ersten Feldstudie Porträt einer Schweizer Firma von 1972, bei der sie alle Mitarbeiterinnen und Mitarbeiter vor die Kamera holte, hat sie weitere verwandte Arbeiten realisiert, die sie «fotografische Reihungen» nennt: Doppelgänger 1975, Gsüün. Eine Arbeit zum Thema familiäre Ähnlichkeiten und Verwandtschaften 2002, Beauty lies within. Porträts aus einer globalisierten Mode-Welt 2007 und As Time Goes By. 1982, 1988, 1997, 2014.
Auf Einladung der Stadt Zürich war sie 1975 im Jahr der Frau Teil der Ausstellung Frauen sehen Frauen im Strauhof Zürich, mit Künstlerinnen wie Doris Stauffer, Bice Curiger, Rosina Kuhn, Irene Staub und Sissi Zöbeli. Für diese Ausstellung realisierte Barbara Davatz eine Porträtserie von 29 Frauen, die sie auf der Strasse ansprach und dann im Studio porträtierte.
2009 erschien das Buch Beauty lies within, eine Porträtserie von jungen Modeverkäuferinnen und -verkäufern einer global tätigen Modekette. 2015 erschien ihr Hauptwerk As Time goes by: 1982 1988 1997 2014 als Monografie bei der Edition Patrick Frey.

## Gruppen- und Einzelausstellungen
- 1969: Post Pop Idyllen, Migros Klubschule, Kurator Fritz Billeter
- 1974: Frauen sehen Frauen, Strauhof Zürich
- 1976: Fotografien I / II / III, Strauhof Zürich
- 1979: Fotografien I / II / III, Strauhof Zürich
- 1982: Fotografien I / II / III, Strauhof Zürich
- 1990: As Time Goes By, Fotogalerie der Stadt Bern
- 1992: Blind. Junge Fotografie aus der Schweiz, Institut für Moderne Kunst Nürnberg
- 1995: Barbara Davatz Fotografie, Museo Cantonale d’Arte, Lugano, Raum Fotostiftung
- 1996: Im Kunstlicht, Gruppenausstellung, Kunsthaus Zürich
- 1997: Modedesign Schweiz 1972–1997, Landesmuseum Zürich, As Time Goes By 1982, 1988, 1997
- 2002: Gsüün. Eine Arbeit zum Thema familiäre Ähnlichkeiten und Verwandtschaften, Städt. Galerie Villa am Aabach Uster
- 2006: Die Rückkehr der Physiognomie, Gsüün, Photoforum Pasquart, Biel/Bienne
- 2007: Beauty lies within, Städt. Galerie Villa am Aabach Uster
- 2009: Auswahl 09. Aargauer Künstlerinnen und Künstler, Aargauer Kunsthaus
- 2011: Zwischenlager, Helmhaus Zürich / Ankäufe der Stadt
- 2011: Schweizer Fotobücher 1927 bis heute, Fotostiftung Schweiz
- 2012: Fotografische Reihungen, retrospektive Einzelausstellung, Kunstmuseum Olten[7]
- 2015: Arbeit. Fotografien 1860–2015, Landesmuseum Zürich
- 2016: As Time Goes By 1972 bis 2014, Retrospektive, Fotostiftung Schweiz[8][9]
- 2017: Swiss Pop Art, Souvenirs aus Appenzell, Aargauer Kunsthaus
- 2017: Disruptive Perspectives, Photoforum Pasquart Biel
- 2018: Sigmar Polke und die 1970er Jahre, Museum für Gegenwartskunst Siegen/D
- 2019: Das Haus als Spiegel - Werke aus der Sammlung, Kunstmuseum Olten
- 2020: Uniform. Workwear in the Images of 44 Photographers, MAST Bologna

## Auszeichnungen
- 1978: Eidgenössisches Stipendium für angewandte Kunst
- 1982: Eidgenössisches Stipendium für angewandte Kunst
- 1984: Eidgenössisches Stipendium für angewandte Kunst
- 2009: Aargauer Kuratorium[10][11]

## Publikationen
- As Time Goes By 1982, 1988, 1997, Edition Patrick Frey Zürich, 1999[12]
- Maigrün, Inkjet Prints, Edition VFO Mai, 2011
- Total, Heliogravüre, Edition VFO November, 2011
- As Time Goes By 1982, 1988, 1997, 2014, Edition Patrick Frey Zürich ISBN 978-3-905929-79-9, 2015[13]
- Himmel und Erde, vier Heliogravüren, Edition VFO Februar, 2017
- Bar, Heliogravüre, Edition VFO März, 2020[14]